# Zonska Liga
La Zonska liga Srbija u fudbalu (in cirillico Зонска лига Србија у фудбалу, Lega di Zona di Serbia di calcio), conosciuta semplicemente come Zonska liga, è la quarta divisione del campionato serbo di calcio.
Le vincitrici vengono promosse nei 4 gironi di Srpska Liga, le peggiori retrocedono nei 32 gironi di Okružna Liga.
I vari gironi sono gestiti dalle 4 federazioni regionali:
- Fudbalski savez Beograda (FSB) - Federazione calcistica di Belgrado
- Fudbalski savez Vojvodine (FSV) - Federazione calcistica della Voivodina
- Fudbalski savez regiona Zapadne Srbije (FSRZS) - Federazione calcistica della regione Serbia Ovest
- Fudbalski savez regiona Istočne Srbije (FSRIS) - Federazione calcistica della regione Serbia Est

## Gironi

### Format attuale
| Federazione                            | Promozione in:        | Girone                     | Sq. | Periodo                 | Retrocessione in:                         |
| -------------------------------------- | --------------------- | -------------------------- | --- | ----------------------- | ----------------------------------------- |
| Fudbalski savez Beograda               | Srpska liga Beograd   | Beogradska zona            | 16  | (2002-oggi)             | Prva Beogradska liga grupa A              |
| Fudbalski savez Beograda               | Srpska liga Beograd   | Beogradska zona            | 16  | (2002-oggi)             | Prva Beogradska liga grupa B              |
| Fudbalski savez Beograda               | Srpska liga Beograd   | Beogradska zona            | 16  | (2002-oggi)             | Prva Beogradska liga grupa C              |
| Fudbalski savez Vojvodine              | Srpska liga Vojvodina | Vojvođanska liga Sever     | 16  | (2004-2008) (2016-oggi) | Područna fudbalska liga Sombor            |
| Fudbalski savez Vojvodine              | Srpska liga Vojvodina | Vojvođanska liga Sever     | 16  | (2004-2008) (2016-oggi) | Područna fudbalska liga Subotica          |
| Fudbalski savez Vojvodine              | Srpska liga Vojvodina | Vojvođanska liga Istok     | 16  | (2004-2008) (2016-oggi) | Područna fudbalska liga Pančevo           |
| Fudbalski savez Vojvodine              | Srpska liga Vojvodina | Vojvođanska liga Istok     | 16  | (2004-2008) (2016-oggi) | Područna fudbalska liga Zrenjanin         |
| Fudbalski savez Vojvodine              | Srpska liga Vojvodina | Vojvođanska liga Jug       | 16  | (2004-2008) (2016-oggi) | Novosadska liga u fudbalu                 |
| Fudbalski savez Vojvodine              | Srpska liga Vojvodina | Vojvođanska liga Jug       | 16  | (2004-2008) (2016-oggi) | Područna fudbalska liga Novi Sad          |
| Fudbalski savez Vojvodine              | Srpska liga Vojvodina | Vojvođanska liga Jug       | 16  | (2004-2008) (2016-oggi) | Područna fudbalska liga Sremska Mitrovica |
| Fudbalski savez regiona Zapadne Srbije | Srpska liga Zapad     | Zapadno-moravska zona      | 14  | (2018-oggi)             | Zlatiborska okružna liga                  |
| Fudbalski savez regiona Zapadne Srbije | Srpska liga Zapad     | Zapadno-moravska zona      | 14  | (2018-oggi)             | Moravička okružna liga                    |
| Fudbalski savez regiona Zapadne Srbije | Srpska liga Zapad     | Kolubarsko-mačvanska zona  | 14  | (2018-oggi)             | Kolubarska okružna liga                   |
| Fudbalski savez regiona Zapadne Srbije | Srpska liga Zapad     | Kolubarsko-mačvanska zona  | 14  | (2018-oggi)             | Mačvanska okružna liga                    |
| Fudbalski savez regiona Zapadne Srbije | Srpska liga Zapad     | Podunavsko-šumadijska zona | 14  | (2018-oggi)             | Braničevska okružna liga                  |
| Fudbalski savez regiona Zapadne Srbije | Srpska liga Zapad     | Podunavsko-šumadijska zona | 14  | (2018-oggi)             | Podunavska okružna liga                   |
| Fudbalski savez regiona Zapadne Srbije | Srpska liga Zapad     | Podunavsko-šumadijska zona | 14  | (2018-oggi)             | Šumadijska okružna liga                   |
| Fudbalski savez regiona Zapadne Srbije | Srpska liga Zapad     | Šumadijsko-raška zona      | 14  | (2018-oggi)             | Prva liga Kragujevca                      |
| Fudbalski savez regiona Zapadne Srbije | Srpska liga Zapad     | Šumadijsko-raška zona      | 14  | (2018-oggi)             | Raška okružna liga                        |
| Fudbalski savez regiona Zapadne Srbije | Srpska liga Zapad     | Šumadijsko-raška zona      | 14  | (2018-oggi)             | Šumadijska okružna liga                   |
| Fudbalski savez regiona Zapadne Srbije | Srpska liga Zapad     | Šumadijsko-raška zona      | 14  | (2018-oggi)             | Okružna liga Kosovska Mitrovica           |
| Fudbalski savez regiona Istočne Srbije | Srpska liga Istok     | Zona Zapad                 | 16  | (2014-oggi)             | Prva rasinska okružna liga                |
| Fudbalski savez regiona Istočne Srbije | Srpska liga Istok     | Zona Zapad                 | 16  | (2014-oggi)             | Toplička okružna liga                     |
| Fudbalski savez regiona Istočne Srbije | Srpska liga Istok     | Zona Zapad                 | 16  | (2014-oggi)             | Pomoravska okružna liga                   |
| Fudbalski savez regiona Istočne Srbije | Srpska liga Istok     | Zona Istok                 | 16  | (2014-oggi)             | Borska okružna liga                       |
| Fudbalski savez regiona Istočne Srbije | Srpska liga Istok     | Zona Istok                 | 16  | (2014-oggi)             | Zaječarska okružna liga                   |
| Fudbalski savez regiona Istočne Srbije | Srpska liga Istok     | Zona Centar                | 16  | (2019-oggi)             | Nišavska okružna liga                     |
| Fudbalski savez regiona Istočne Srbije | Srpska liga Istok     | Zona Centar                | 16  | (2019-oggi)             | Prva Niška liga                           |
| Fudbalski savez regiona Istočne Srbije | Srpska liga Istok     | Zona Jug                   | 16  | (2014-oggi)             | Jablanička okružna liga                   |
| Fudbalski savez regiona Istočne Srbije | Srpska liga Istok     | Zona Jug                   | 16  | (2014-oggi)             | Pirotska okružna liga                     |
| Fudbalski savez regiona Istočne Srbije | Srpska liga Istok     | Zona Jug                   | 16  | (2014-oggi)             | Pčinjska okružna liga                     |
| Fudbalski savez regiona Istočne Srbije | Srpska liga Istok     | Zona Jug                   | 16  | (2014-oggi)             | Kosovska okružna liga                     |
| Fudbalski savez regiona Istočne Srbije | Srpska liga Istok     | Zona Jug                   | 16  | (2014-oggi)             | Okružna liga Kosovskog Pomoravlja         |

### Soppressi
| Federazione                            | Girone                         | Periodo     | Note |
| -------------------------------------- | ------------------------------ | ----------- | --- |
| Fudbalski savez Vojvodine              | Prva liga Vojvodine            | (2002-2004) | |
| Fudbalski savez Vojvodine              | Vojvođanska liga Zapad         | (2004-2014) | |
| Fudbalski savez Vojvodine              | Novosadsko–Sremska zonska liga | (2014-2016) | |
| Fudbalski savez Vojvodine              | Bačka zonska liga              | (2014-2016) | |
| Fudbalski savez Vojvodine              | Banatska zonska liga           | (2014-2016) | |
| Fudbalski savez regiona Zapadne Srbije | Šumadijska zona                | (2002-2007) | Podunavska zona e Posavska zona si fondono a formare la Zona Dunav Šumadijska zona e Moravička zona si fondono a formare la Zona Morava |
| Fudbalski savez regiona Zapadne Srbije | Posavska zona                  | (2002-2007) | Podunavska zona e Posavska zona si fondono a formare la Zona Dunav Šumadijska zona e Moravička zona si fondono a formare la Zona Morava |
| Fudbalski savez regiona Zapadne Srbije | Podunavska liga                | (2002-2007) | Podunavska zona e Posavska zona si fondono a formare la Zona Dunav Šumadijska zona e Moravička zona si fondono a formare la Zona Morava |
| Fudbalski savez regiona Zapadne Srbije | Moravička zona                 | (2002-2007) | Podunavska zona e Posavska zona si fondono a formare la Zona Dunav Šumadijska zona e Moravička zona si fondono a formare la Zona Morava |
| Fudbalski savez regiona Zapadne Srbije | Zona Morava                    | (2007-2018) | |
| Fudbalski savez regiona Zapadne Srbije | Zona Dunav                     | (2007-2018) | |
| Fudbalski savez regiona Zapadne Srbije | Zona Drina                     | (2007-2018) | |
| Fudbalski savez regiona Istočne Srbije | Niška zona                     | (1992-2014) | |
| Fudbalski savez regiona Istočne Srbije | Timočka zona                   | (2002-2007) | Pomoravska zona e Timočka zona si fondono a formare la Pomoravsko-timočka zona La Južnomoravska zona confluisce nella Niška zona        |
| Fudbalski savez regiona Istočne Srbije | Pomoravska zona                | (2002-2007) | Pomoravska zona e Timočka zona si fondono a formare la Pomoravsko-timočka zona La Južnomoravska zona confluisce nella Niška zona        |
| Fudbalski savez regiona Istočne Srbije | Južnomoravska zona             | (2002-2007) | Pomoravska zona e Timočka zona si fondono a formare la Pomoravsko-timočka zona La Južnomoravska zona confluisce nella Niška zona        |
| Fudbalski savez regiona Istočne Srbije | Pomoravsko-timočka zona        | (2007-2014) | |

## Classifiche
| Stagione                                                  | Belgrado        | Vojvodina                                                                                         | Ovest                                                                                            | Est                                                        |
| --------------------------------------------------------- | --------------- | ------------------------------------------------------------------------------------------------- | ------------------------------------------------------------------------------------------------ | ---------------------------------------------------------- |
| 2002-03                                                   | Beogradska zona | Prva liga Vojvodine                                                                               | Posavska zona Podunavska zona Šumadijska zona Moravička zona                                     | Pomoravska zona Timočka zona Niška zona Južnomoravska zona |
| 2003-04                                                   | Beogradska zona | Prva liga Vojvodine                                                                               | Posavska zona Podunavska zona Šumadijska zona Moravička zona                                     | Pomoravska zona Timočka zona Niška zona Južnomoravska zona |
| 2004-05                                                   | Beogradska zona | Vojvođanska liga "Sever" Vojvođanska liga "Zapad" Vojvođanska liga "Istok" Vojvođanska liga "Jug" | Posavska zona Podunavska zona Šumadijska zona Moravička zona                                     | Pomoravska zona Timočka zona Niška zona Južnomoravska zona |
| 2005-06                                                   | Beogradska zona | Vojvođanska liga "Sever" Vojvođanska liga "Zapad" Vojvođanska liga "Istok" Vojvođanska liga "Jug" | Posavska zona Podunavska zona Šumadijska zona Moravička zona                                     | Pomoravska zona Timočka zona Niška zona Južnomoravska zona |
| 2006-07 Archiviato il 29 maggio 2015 in Internet Archive. | Beogradska zona | Vojvođanska liga "Sever" Vojvođanska liga "Zapad" Vojvođanska liga "Istok" Vojvođanska liga "Jug" | Posavska zona Podunavska zona Šumadijska zona Moravička zona                                     | Pomoravska zona Timočka zona Niška zona Južnomoravska zona |
| 2007-08                                                   | Beogradska zona | Vojvođanska liga "Sever" Vojvođanska liga "Zapad" Vojvođanska liga "Istok" Vojvođanska liga "Jug" | Zona Morava Zona Dunav                                                                           | Niška zona Pomoravsko-Timočka zona                         |
| 2008-09                                                   | Beogradska zona | Vojvođanska liga "Zapad" Vojvođanska liga "Istok"                                                 | Zona Morava Zona Dunav                                                                           | Niška zona Pomoravsko-Timočka zona                         |
| 2009-10                                                   | Beogradska zona | Vojvođanska liga "Zapad" Vojvođanska liga "Istok"                                                 | Zona Morava Zona Dunav Zona Drina                                                                | Niška zona Pomoravsko-Timočka zona                         |
| 2010-11                                                   | Beogradska zona | Vojvođanska liga "Zapad" Vojvođanska liga "Istok"                                                 | Zona Morava Zona Dunav Zona Drina                                                                | Niška zona Pomoravsko-Timočka zona                         |
| 2011-12                                                   | Beogradska zona | Vojvođanska liga "Zapad" Vojvođanska liga "Istok"                                                 | Zona Morava Zona Dunav Zona Drina                                                                | Niška zona Pomoravsko-Timočka zona                         |
| 2012-13                                                   | Beogradska zona | Vojvođanska liga "Zapad" Vojvođanska liga "Istok"                                                 | Zona Morava Zona Dunav Zona Drina                                                                | Niška zona Pomoravsko-Timočka zona                         |
| 2013-14                                                   | Beogradska zona | Vojvođanska liga "Zapad" Vojvođanska liga "Istok"                                                 | Zona Morava Zona Dunav Zona Drina                                                                | Niška zona Pomoravsko-Timočka zona                         |
| 2014-15                                                   | Beogradska zona | Banatska zona Bačka zona Novosadsko-Sremska zona                                                  | Zona Morava Zona Dunav Zona Drina                                                                | Zona "Jug" Zona "Istok" Zona "Zapad"                       |
| 2015-16                                                   | Beogradska zona | Banatska zona Bačka zona Novosadsko-Sremska zona                                                  | Zona Morava Zona Dunav Zona Drina                                                                | Zona "Jug" Zona "Istok" Zona "Zapad"                       |
| 2016-17                                                   | Beogradska zona | Vojvođanska liga "Sever" Vojvođanska liga "Jug" Vojvođanska liga "Istok"                          | Zona Morava Zona Dunav Zona Drina                                                                | Zona "Jug" Zona "Istok" Zona "Zapad"                       |
| 2017-18                                                   | Beogradska zona | Vojvođanska liga "Sever" Vojvođanska liga "Jug" Vojvođanska liga "Istok"                          | Zona Morava Zona Dunav Zona Drina                                                                | Zona "Jug" Zona "Istok" Zona "Zapad"                       |
| 2018-19                                                   | Beogradska zona | Vojvođanska liga "Sever" Vojvođanska liga "Jug" Vojvođanska liga "Istok"                          | Zona Podunavsko-šumadijska Zona Kolubarsko-mačvanska Zona Šumadijsko-raška Zona Zapadno-moravska | Zona "Jug" Zona "Istok" Zona "Zapad"                       |
| 2019-20                                                   | Beogradska zona | Vojvođanska liga "Sever" Vojvođanska liga "Jug" Vojvođanska liga "Istok"                          | Zona Podunavsko-šumadijska Zona Kolubarsko-mačvanska Zona Šumadijsko-raška Zona Zapadno-moravska | Zona "Jug" Zona "Istok" Zona "Zapad" Zona "Centar"         |